# Begin (album của David Archuleta)
| Đánh giá chuyên môn  | Đánh giá chuyên môn |
| Nguồn đánh giá       | Nguồn đánh giá      |
| Nguồn                | Đánh giá            |
| -------------------- | ------------------- |
| The Washington Times | [ 1 ]               |
| AllMusic             | [ 2 ]               |

Begin. (viết cách điệu BEGIN.) là album phòng thu thứ năm của ca sĩ-nhạc sĩ người Mỹ David Archuleta. Album gồm 9 bài hát cover và một bài hát mới do chính Archuleta sáng tác và thể hiện có tên "Broken".
Album được phát hành ngày 7 tháng 8 năm 2012, dưới hãng đĩa Highway Records, một chi nhánh của Shadow Mountain Records trực thuộc Deseret Book.

## Danh sách bài hát
| STT              | Nhan đề                       | Sáng tác                                          | Nghệ sĩ gốc         | Thời lượng |
| ---------------- | ----------------------------- | ------------------------------------------------- | ------------------- | ---------- |
| 1.               | "Beautiful"                   | Linda Perry                                       | Christina Aguilera  | 3:59       |
| 2.               | "Somewhere Only We Know"      | Tim Rice-Oxley, Tom Chaplin, Richard Hughes       | Keane               | 3:52       |
| 3.               | "Everybody Hurts"             | Michael Stipe, Mike Mills, Peter Buck, Bill Berry | R.E.M.              | 4:53       |
| 4.               | "Don't Give Up"               | Peter Gabriel                                     | Gabriel & Kate Bush | 5:35       |
| 5.               | "Angel"                       | Sarah McLachlan                                   | McLachlan           | 4:37       |
| 6.               | "Bridge over Troubled Water"  | Paul Simon                                        | Simon & Garfunkel   | 5:06       |
| 7.               | "Broken"                      | Archuleta                                         | Archuleta           | 4:29       |
| 8.               | "True Colors"                 | Tom Kelly, Billy Steinberg                        | Cyndi Lauper        | 3:39       |
| 9.               | "Pride (In the Name of Love)" | Bono                                              | U2                  | 3:52       |
| 10.              | "Be Still, My Soul"           | Jean Sibelius                                     | Sibelius            | 4:59       |
| Tổng thời lượng: | Tổng thời lượng:              | Tổng thời lượng:                                  | Tổng thời lượng:    | 45:01      |

## Xếp hạng
| Bảng xếp hạng (2012)            | Vị trí cao nhất |
| ------------------------------- | --------------- |
| US Billboard 200                | 28              |
| US Billboard Independent Albums | 5               |